# Административно-территориальное деление Тамбовской области

## Административно-территориальное устройство

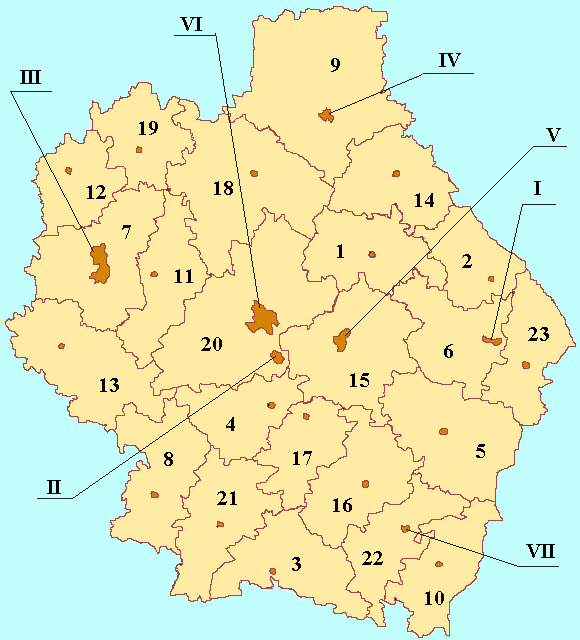
Административная карта Тамбовской области

Согласно Уставу области и Закону «Об административно-территориальном устройстве Тамбовской области», субъект РФ включает следующие административно-территориальные образования:
- 7 городов областного значения, в том числе:
  - 1 город областного значения с подчиненной ему территорией (Тамбов с 7 сельскими населёнными пунктами),
- 23 района, в составе которых:
  - 1 город районного значения,
  - 12 поссоветов,
  - 228 сельсоветов.

Административно-территориальные образования включают 1710 сельских населённых пунктов и 20 городских населённых пунктов, среди которых 8 городов и 12 рабочих посёлков (посёлков городского типа).
Административным центром Тамбовской области является город Тамбов, который в свою очередь делится на 3 внутригородских района.

## Муниципальное устройство
В рамках организации местного самоуправления, в границах административно-территориальных образований Тамбовской области созданы муниципальные образования. Их общее количество по состоянию на 17 декабря 2023 года составляет 30, из них:
- 7 городских округов,
- 23 муниципальных округа.

После упразднения трёх сельских поселений Тамбовского района в пользу городского округа города Тамбова к 17 декабря 2023 года в области выделяется 30 муниципальных образований, в том числе:
- 7 городских округов,
- 23 муниципальных округа.

## Округа (муниципальные округа) и города областного значения (городские округа)
| №         | № на карте | Флаг | Герб | Название                                      | Админ. центр      | Площадь, км² | Население, чел., (2021 г.) | Число населённых пунктов |
| --------- | ---------- | ---- | ---- | --------------------------------------------- | ----------------- | ------------ | -------------------------- | ------------------------ |
| 1e-06     |            |      |      | Округа (муниципальные округа)                 |                   |              |                            |                          |
| 1         | 1          |      |      | Бондарский район                              | с. Бондари        | 1 254        | ↘8624                      | 54                       |
| 2         | 2          |      |      | Гавриловский район                            | с. Гавриловка 2-я | 995          | ↘9644                      | 47                       |
| 3         | 3          |      |      | Жердевский район                              | г. Жердевка       | 1 397        | ↘25 622                    | 66                       |
| 4         | 4          |      |      | Знаменский район                              | пгт Знаменка      | 1 102        | ↘14 476                    | 40                       |
| 5         | 5          |      |      | Инжавинский район                             | пгт Инжавино      | 1 835        | ↘17 793                    | 91                       |
| 6         | 6          |      |      | Кирсановский район                            | г. Кирсанов       | 1 308        | ↘18 370                    | 78                       |
| 7         | 7          |      |      | Мичуринский район                             | г. Мичуринск      | 1 655        | ↗32 376                    | 82                       |
| 8         | 8          |      |      | Мордовский район                              | пгт Мордово       | 1 455        | ↘13 933                    | 77                       |
| 9         | 9          |      |      | Моршанский район                              | г. Моршанск       | 2 880        | ↗31 904                    | 113                      |
| 10        | 10         |      |      | Мучкапский район                              | пгт Мучкапский    | 1 181        | ↘10 443                    | 42                       |
| 11        | 11         |      |      | Никифоровский район                           | пгт Дмитриевка    | 1 192        | ↗16 232                    | 57                       |
| 12        | 12         |      |      | Первомайский район                            | пгт Первомайский  | 941          | ↘24 319                    | 43                       |
| 13        | 13         |      |      | Петровский район                              | с. Петровское     | 1 779        | ↘14 162                    | 110                      |
| 14        | 14         |      |      | Пичаевский район                              | с. Пичаево        | 1 294        | ↘11 039                    | 57                       |
| 15        | 15         |      |      | Рассказовский район                           | г. Рассказово     | 1 802        | ↗20 852                    | 47                       |
| 16        | 16         |      |      | Ржаксинский район                             | пгт Ржакса        | 1 415        | ↘14 569                    | 87                       |
| 17        | 17         |      |      | Сампурский район                              | пос. Сатинка      | 1 008        | ↗12 093                    | 37                       |
| 18        | 18         |      |      | Сосновский район                              | пгт Сосновка      | 2 382        | ↘25 261                    | 85                       |
| 19        | 19         |      |      | Староюрьевский район                          | с. Староюрьево    | 1 008        | ↗11 506                    | 49                       |
| 20        | 20         |      |      | Тамбовский район                              | г. Тамбов         | 2 632        | ↗109 716                   | 126                      |
| 21        | 21         |      |      | Токарёвский район                             | пгт Токарёвка     | 1 434        | ↗15 248                    | 70                       |
| 22        | 22         |      |      | Уваровский район                              | г. Уварово        | 1 141        | ↘8997                      | 61                       |
| 23        | 23         |      |      | Умётский район                                | пгт Умёт          | 1 097        | ↘9760                      | 55                       |
| 23.000002 |            |      |      | Города областного значения (городские округа) |                   |              |                            |                          |
| 24        | I          |      |      | г. Кирсанов                                   | г. Кирсанов       | 11           | ↗16 164                    | 1                        |
| 25        | II         |      |      | г. Котовск                                    | г. Котовск        | 20           | ↘26 694                    | 1                        |
| 26        | III        |      |      | г. Мичуринск                                  | г. Мичуринск      | 78           | ↘87 914                    | 1                        |
| 27        | IV         |      |      | г. Моршанск                                   | г. Моршанск       | 19           | ↗39 023                    | 1                        |
| 28        | V          |      |      | г. Рассказово                                 | г. Рассказово     | 35           | ↗47 644                    | 1                        |
| 29        | VI         |      |      | г. Тамбов                                     | г. Тамбов         | 100          | ↗287 226                   | 8                        |
| 30        | VII        |      |      | г. Уварово                                    | г. Уварово        | 23           | ↘22 754                    | 1                        |

## Сельсоветы, поссоветы и города (сельские и городские поселения)

### Бондарский район
| № | Сельсоветы (сельские поселения) | Административный центр | Количество населённых пунктов |
| - | ------------------------------- | ---------------------- | ----------------------------- |
| 1 | Бондарский сельсовет            | село Бондари           | 3                             |
| 2 | Граждановский сельсовет         | село Граждановка       | 8                             |
| 3 | Кёршинский сельсовет            | село Кёрша             | 6                             |
| 4 | Кривополянский сельсовет        | село Кривополянье      | 8                             |
| 5 | Митропольский сельсовет         | село Митрополье        | 12                            |
| 6 | Нащёкинский сельсовет           | село Верхнее Нащёкино  | 9                             |
| 7 | Пахотноугловский сельсовет      | село Пахотный Угол     | 6                             |
| 8 | Прибыткинский сельсовет         | село Прибытки          | 4                             |

Законом Тамбовской области от 3 декабря 2009 года № 587-З упразднённый Малогагаринский сельсовет включён в Митропольский сельсовет.
Законом Тамбовской области от 8 ноября 2010 года № 702-З упразднённые Максимовский и Куровщинский сельсоветы включены в Граждановский сельсовет.

### Гавриловский район
| № | Сельсоветы (сельские поселения) | Административный центр | Количество населённых пунктов |
| - | ------------------------------- | ---------------------- | ----------------------------- |
| 1 | Булгаковский сельсовет          | село Булгаково         | 10                            |
| 2 | Гавриловский 2-й сельсовет      | село Гавриловка 2-я    | 10                            |
| 3 | Козьмодемьяновский сельсовет    | село Козьмодемьяновка  | 8                             |
| 4 | Осино-Гайский сельсовет         | село Осино-Гай         | 6                             |
| 5 | Пересыпкинский сельсовет        | село Пересыпкино 1-е   | 3                             |
| 6 | Чуповский сельсовет             | село Чуповка           | 12                            |

Законом Тамбовской области от 3 декабря 2009 года № 587-З упразднённый Гусевский сельсовет включён в Булгаковский сельсовет.
Законом Тамбовской области от 24 мая 2013 года № 271-З  упразднённый Гавриловский 1-й сельсовет включён в Гавриловский 2-й сельсовет; Глуховский — в Козьмодемьяновский сельсовет; Дмитриевский — в Осино-Гайский сельсовет;  Пересыпкинский 2-й сельсовет — в Пересыпкинский сельсовет; Кондауровский — в Чуповский сельсовет.

### Жердевский район
| №  | Город и сельсоветы (городское и сельские поселения) | Административный центр | Количество населённых пунктов |
| -- | --------------------------------------------------- | ---------------------- | ----------------------------- |
| 1  | город Жердевка                                      | город Жердевка         | 1                             |
| 2  | Алексеевский сельсовет                              | село Алексеевка        | 8                             |
| 3  | Бурнакский сельсовет                                | село Бурнак            | 7                             |
| 4  | Володарский сельсовет                               | село Максим Горький    | 2                             |
| 5  | Вязовский сельсовет                                 | село Чикаревка         | 4                             |
| 6  | Демьяновский сельсовет                              | посёлок Демьян Бедный  | 5                             |
| 7  | Новорусановский сельсовет                           | село Новорусаново      | 4                             |
| 8  | Пичаевский сельсовет                                | село Пичаево           | 4                             |
| 9  | Преображеновский сельсовет                          | деревня Цветовка       | 5                             |
| 10 | Сукмановский сельсовет                              | село Сукмановка        | 2                             |
| 11 | Туголуковский сельсовет                             | село Туголуково        | 7                             |
| 12 | Шпикуловский сельсовет                              | село Шпикулово         | 20                            |

Законом Тамбовской области от 24 мая 2013 года № 271-З  упразднённый Павлодарский сельсовет включён в Алексеевский сельсовет; Искровский — в Туголуковский сельсовет.
Законом Тамбовской области от 30 мая 2014 года № 404-З упразднённый Григорьевский сельсовет включён в Шпикуловский сельсовет.

### Знаменский район
| № | Поссовет и сельсоветы (городской и сельские поселения) | Административный центр   | Количество населённых пунктов |
| - | ------------------------------------------------------ | ------------------------ | ----------------------------- |
| 1 | Знаменский поссовет                                    | рабочий посёлок Знаменка | 1                             |
| 2 | Александровский сельсовет                              | село Александровка       | 2                             |
| 3 | Воронцовский сельсовет                                 | село Воронцовка          | 5                             |
| 4 | Дуплято-Масловский сельсовет                           | село Дуплято-Маслово     | 3                             |
| 5 | Кузьминский сельсовет                                  | посёлок Кузьминский      | 4                             |
| 6 | Никольский сельсовет                                   | село Никольское          | 1                             |
| 7 | Покрово-Марфинский сельсовет                           | село Покрово-Марфино     | 17                            |
| 8 | Сухотинский сельсовет                                  | село Сухотинка           | 5                             |

Законом Тамбовской области от 26 ноября 2008 года № 459-З упразднённый Карианский сельсовет включён в Дуплято-Масловский сельсовет; а Алексеевский и Новознаменский — в Покрово-Марфинский сельсовет.

### Инжавинский район
| №  | Поссовет и сельсоветы (городской и сельские поселения) | Административный центр   | Количество населённых пунктов |
| -- | ------------------------------------------------------ | ------------------------ | ----------------------------- |
| 1  | Инжавинский поссовет                                   | рабочий посёлок Инжавино | 7                             |
| 2  | Балыклейский сельсовет                                 | село Балыклей            | 4                             |
| 3  | Землянский сельсовет                                   | посёлок Землянский       | 9                             |
| 4  | Калугинский сельсовет                                  | село Калугино            | 11                            |
| 5  | Караваинский сельсовет                                 | село Караваино           | 10                            |
| 6  | Карай-Салтыковский сельсовет                           | село Карай-Салтыково     | 5                             |
| 7  | Караульский сельсовет                                  | село Караул              | 8                             |
| 8  | Красивский сельсовет                                   | село Красивка            | 6                             |
| 9  | Марьевский сельсовет                                   | село Кулевча             | 11                            |
| 10 | Михайловский сельсовет                                 | село Михайловка          | 9                             |
| 11 | Никитинский сельсовет                                  | село Никитино            | 11                            |
| 12 | Николинский сельсовет                                  | село Николино            | 3                             |
| 13 | Паревский сельсовет                                    | село Паревка             | 4                             |
| 14 | Чернавский сельсовет                                   | село Чернавка            | 1                             |

Законом Тамбовской области от 8 ноября 2010 года № 702-З упразднённый Ломовский сельсовет включён в Марьевский сельсовет; Лопатинский сельсовет — в Инжавинский поссовет.

### Кирсановский район
| № | Сельсоветы (сельские поселения) | Административный центр   | Количество населённых пунктов |
| - | ------------------------------- | ------------------------ | ----------------------------- |
| 1 | Голынщинский сельсовет          | село Голынщина           | 9                             |
| 2 | Иноковский сельсовет            | село Иноковка 1-я        | 2                             |
| 3 | Калаисский сельсовет            | село Калаис              | 8                             |
| 4 | Ковыльский сельсовет            | посёлок Краснослободский | 15                            |
| 5 | Ленинский сельсовет             | село Ленинское           | 8                             |
| 6 | Марьинский сельсовет            | село Марьинка            | 10                            |
| 7 | Соколовский сельсовет           | село Соколово            | 20                            |
| 8 | Уваровщинский сельсовет         | село Большая Уваровщина  | 12                            |

Законом Тамбовской области от 3 декабря 2009 года № 587-З упразднённый Подвигаловский сельсовет включён в Соколовский сельсовет.
Законом Тамбовской области от 24 мая 2013 года № 271-З упразднённый Кобяковский сельсовет включён в Голынщинский сельсовет.

### Мичуринский район
| №  | Сельсоветы (сельские поселения) | Административный центр | Количество населённых пунктов |
| -- | ------------------------------- | ---------------------- | ----------------------------- |
| 1  | Глазковский сельсовет           | село Глазок            | 10                            |
| 2  | Жидиловский сельсовет           | село Жидиловка         | 7                             |
| 3  | Заворонежский сельсовет         | село Заворонежское     | 8                             |
| 4  | Изосимовский сельсовет          | село Изосимово         | 10                            |
| 5  | Кочетовский сельсовет           | село Кочетовка         | 5                             |
| 6  | Красивский сельсовет            | село Красивое          | 2                             |
| 7  | Новоникольский сельсовет        | село Новоникольское    | 4                             |
| 8  | Остролучинский сельсовет        | село Остролучье        | 9                             |
| 9  | Стаевский сельсовет             | село Стаево            | 3                             |
| 10 | Староказинский сельсовет        | село Старая Казинка    | 11                            |
| 11 | Старотарбеевский сельсовет      | село Старое Тарбеево   | 4                             |
| 12 | Терский сельсовет               | село Терское           | 5                             |
| 13 | Устьинский сельсовет            | село Устье             | 2                             |
| 14 | Хмелевский сельсовет            | село Новое Хмелевое    | 2                             |

### Мордовский район
| № | Поссоветы и сельсоветы (городские и сельские поселения) | Административный центр       | Количество населённых пунктов |
| - | ------------------------------------------------------- | ---------------------------- | ----------------------------- |
| 1 | Мордовский поссовет                                     | рабочий посёлок Мордово      | 18                            |
| 2 | Новопокровский поссовет                                 | рабочий посёлок Новопокровка | 13                            |
| 3 | Александровский сельсовет                               | село Александровка           | 7                             |
| 4 | Ивановский сельсовет                                    | село Ивановка                | 16                            |
| 5 | Лавровский сельсовет                                    | село Лаврово                 | 12                            |
| 6 | Шмаровский сельсовет                                    | село Шмаровка                | 4                             |
| 7 | Шульгинский сельсовет                                   | село Шульгино                | 10                            |

Законом Тамбовской области от 30 мая 2014 года № 404-З упразднённый Ленинский сельсовет включён в Новопокровский поссовет; Большеданиловский и Карпельский сельсоветы — в Мордовский поссовет; Сосновский — в Лавровский сельсовет.

### Моршанский район
| №  | Сельсоветы (сельские поселения) | Административный центр | Количество населённых пунктов |
| -- | ------------------------------- | ---------------------- | ----------------------------- |
| 1  | Алгасовский сельсовет           | село Алгасово          | 16                            |
| 2  | Алкужборковский сельсовет       | село Алкужи            | 7                             |
| 3  | Вановский сельсовет             | село Ваново            | 1                             |
| 4  | Весёловский сельсовет           | село Весёлое           | 6                             |
| 5  | Дмитриевский сельсовет          | посёлок Вяжли          | 10                            |
| 6  | Екатериновский сельсовет        | село Екатериновка      | 12                            |
| 7  | Ивенский сельсовет              | село Ивенье            | 4                             |
| 8  | Карельский сельсовет            | село Карели            | 1                             |
| 9  | Крюковский сельсовет            | село Крюково           | 6                             |
| 10 | Куликовский сельсовет           | село Малые Кулики      | 6                             |
| 11 | Лёвинский сельсовет             | село Лёвино            | 5                             |
| 12 | Новотомниковский сельсовет      | село Новотомниково     | 6                             |
| 13 | Ракшинский сельсовет            | село Ракша             | 10                            |
| 14 | Серповский сельсовет            | село Серповое          | 6                             |
| 15 | Старотомниковский сельсовет     | село Старотомниково    | 9                             |
| 16 | Устьинский сельсовет            | село Устье             | 13                            |

Законом Тамбовской области от 8 ноября 2010 года № 702-З упразднённый Дьячинский и Чернитовский сельсоветы включены в Алгасовский сельсовет; Раёвский — в Старотомниковский сельсовет; Парскоугловский — в Весёловский сельсовет.
Законом Тамбовской области от 24 мая 2013 года № 271-З упразднённый Питерковский сельсовет включён в Крюковский сельсовет.

### Мучкапский район
| № | Поссовет и сельсоветы (городской и сельские поселения) | Административный центр     | Количество населённых пунктов |
| - | ------------------------------------------------------ | -------------------------- | ----------------------------- |
| 1 | Мучкапский поссовет                                    | рабочий посёлок Мучкапский | 1                             |
| 2 | Заполатовский сельсовет                                | деревня Андриановка        | 9                             |
| 3 | Краснокустовский сельсовет                             | посёлок Красный Куст       | 7                             |
| 4 | Кулябовский сельсовет                                  | село Кулябовка             | 3                             |
| 5 | Сергиевский сельсовет                                  | село Сергиевка             | 7                             |
| 6 | Троицкий сельсовет                                     | село Троицкое              | 9                             |
| 7 | Чащинский сельсовет                                    | село Чащино                | 4                             |
| 8 | Шапкинский сельсовет                                   | село Шапкино               | 4                             |

Законом Тамбовской области от 26 ноября 2008 года № 459-З упразднённый Покровский сельсовет включён в Троицкий сельсовет.
Законом Тамбовской области от 8 ноября 2010 года № 702-З упразднённый Нижнечуевский сельсовет включён в Краснокустовский сельсовет.

### Никифоровский район
| № | Поссовет и сельсоветы (городское и сельские поселения) | Административный центр     | Количество населённых пунктов |
| - | ------------------------------------------------------ | -------------------------- | ----------------------------- |
| 1 | Дмитриевский поссовет                                  | рабочий посёлок Дмитриевка | 1                             |
| 2 | Екатерининский сельсовет                               | село Екатеринино           | 19                            |
| 3 | Озёрский сельсовет                                     | село Озёрки                | 7                             |
| 4 | Сабуро-Покровский сельсовет                            | село Сабуро-Покровское     | 5                             |
| 5 | Юрловский сельсовет                                    | село Юрловка               | 19                            |
| 6 | Ярославский сельсовет                                  | село Ярославка             | 6                             |

Законом Тамбовской области от 8 ноября 2010 года № 702-З  упразднённый Знаменский включён в Ярославский сельсовет; Машково-Сурёнский — в Озёрский сельсовет; Гомзяковский и Старосабуровский — в Екатерининский сельсовет; Голицынский — в Юрловский сельсовет.

### Первомайский район
| №  | Поссовет и сельсоветы (городское и сельские поселения) | Административный центр         | Количество населённых пунктов |
| -- | ------------------------------------------------------ | ------------------------------ | ----------------------------- |
| 1  | Первомайский поссовет                                  | рабочий посёлок Первомайский   | 1                             |
| 2  | Иловай-Дмитриевский сельсовет                          | село Иловай-Дмитриевское       | 1                             |
| 3  | Козьмодемьяновский сельсовет                           | село Старое Козьмодемьяновское | 4                             |
| 4  | Новоархангельский сельсовет                            | село Новоархангельское         | 5                             |
| 5  | Новоклёнский сельсовет                                 | село Новоклёнское              | 2                             |
| 6  | Новосеславинский сельсовет                             | село Новосеславино             | 8                             |
| 7  | Новоспасский сельсовет                                 | посёлок Заводской              | 6                             |
| 8  | Староклёнский сельсовет                                | село Староклёнское             | 5                             |
| 9  | Старосеславинский сельсовет                            | село Старосеславино            | 2                             |
| 10 | Хоботовский сельсовет                                  | посёлок Хоботово               | 6                             |
| 11 | Чернышевский сельсовет                                 | село Чернышевка                | 5                             |

### Петровский район
| №  | Сельсоветы (сельские поселения) | Административный центр | Количество населённых пунктов |
| -- | ------------------------------- | ---------------------- | ----------------------------- |
| 1  | Волчковский сельсовет           | село Волчки            | 19                            |
| 2  | Кочетовский сельсовет           | село Кочетовка         | 8                             |
| 3  | Красиловский сельсовет          | село Красиловка        | 5                             |
| 4  | Крутовский сельсовет            | село Крутое            | 6                             |
| 5  | Первомайский сельсовет          | село Фёдоровка         | 12                            |
| 6  | Петровский сельсовет            | село Петровское        | 28                            |
| 7  | Плавицкий сельсовет             | село Свинино           | 7                             |
| 8  | Покрово-Чичеринский сельсовет   | село Покрово-Чичерино  | 10                            |
| 9  | Рахманинский сельсовет          | село Рахманино         | 5                             |
| 10 | Успеновский сельсовет           | село Успеновка         | 8                             |
| 11 | Шехманский сельсовет            | село Шехмань           | 3                             |
| 12 | Яблоновецкий сельсовет          | село Яблоновец         | 3                             |

Законом Тамбовской области от 3 декабря 2009 года № 587-З упразднённый Знаменский сельсовет включён в Волчковский сельсовет.
Законом Тамбовской области от 24 мая 2013 года № 271-З упразднённые Самовецкий, Сестреновский и Новоситовский сельсоветы включены в Петровский сельсовет.

### Пичаевский район
| №  | Сельсоветы (сельские поселения) | Административный центр   | Количество населённых пунктов |
| -- | ------------------------------- | ------------------------ | ----------------------------- |
| 1  | Байловский сельсовет            | село Байловка 2-я        | 8                             |
| 2  | Большеломовисский сельсовет     | село Большой Ломовис     | 15                            |
| 3  | Большешереметьевский сельсовет  | село Большое Шереметьево | 5                             |
| 4  | Вяжлинский сельсовет            | село Вяжли               | 4                             |
| 5  | Егоровский сельсовет            | село Егоровка            | 8                             |
| 6  | Липовский сельсовет             | село Липовка             | 7                             |
| 7  | Пичаевский сельсовет            | село Пичаево             | 3                             |
| 8  | Подъёмский сельсовет            | посёлок Вернадовка       | 5                             |
| 9  | Покрово-Васильевский сельсовет  | село Покрово-Васильево   | 4                             |
| 10 | Рудовский сельсовет             | село Рудовка             | 1                             |

Законом Тамбовской области от 3 декабря 2009 года № 587-З упразднённый Тараксинский сельсовет включён в Подъёмский сельсовет; Вышенский — в Большешереметьевский сельсовет.
Законом Тамбовской области от 8 ноября 2010 года № 702-З упразднённый Гагаринский сельсовет включён в Большеломовисский сельсовет; Питимский — в Липовский сельсовет.

### Рассказовский район
| №  | Сельсоветы (сельские поселения) | Административный центр      | Количество населённых пунктов |
| -- | ------------------------------- | --------------------------- | ----------------------------- |
| 1  | Верхнеспасский сельсовет        | село Верхнеспасское         | 8                             |
| 2  | Дмитриевщинский сельсовет       | село Дмитриевщина           | 1                             |
| 3  | Зелёновский сельсовет           | посёлок Зелёный             | 1                             |
| 4  | Нижнеспасский сельсовет         | село Нижнеспасское          | 6                             |
| 5  | Никольский сельсовет            | село Никольское             | 2                             |
| 6  | Новгородовский сельсовет        | село Новгородовка           | 4                             |
| 7  | Озёрский сельсовет              | посёлок имени 2-й пятилетки | 5                             |
| 8  | Пичерский сельсовет             | село Пичер                  | 4                             |
| 9  | Платоновский сельсовет          | село Платоновка             | 5                             |
| 10 | Рождественский сельсовет        | село Рождественское         | 5                             |
| 11 | Саюкинский сельсовет            | село Саюкино                | 2                             |
| 12 | Татарщинский сельсовет          | село Татарщино              | 2                             |
| 13 | Хитровский сельсовет            | село Хитрово                | 2                             |

Законом Тамбовской области от 26 ноября 2008 года № 459-З упразднённый Октябрьский сельсовет включён в Рождественский сельсовет.
Законом Тамбовской области от 8 ноября 2010 года № 702-З упразднённый Подоскляйский сельсовет включён в Нижнеспасский сельсовет.
Законом Тамбовской области от 24 мая 2013 года № 271-З упразднённые Котовский и Липовский сельсоветы включены в Верхнеспасский сельсовет; Осиновский — в Новгородовский сельсовет.

### Ржаксинский район
| №  | Поссовет и сельсоветы (городское и сельские поселения) | Административный центр | Количество населённых пунктов |
| -- | ------------------------------------------------------ | ---------------------- | ----------------------------- |
| 1  | Ржаксинский поссовет                                   | рабочий посёлок Ржакса | 1                             |
| 2  | Богдановский сельсовет                                 | село Богданово         | 6                             |
| 3  | Большержаксинский сельсовет                            | село Большая Ржакса    | 3                             |
| 4  | Волхонщинский сельсовет                                | деревня Волхонщина     | 7                             |
| 5  | Гавриловский сельсовет                                 | деревня Гавриловка     | 19                            |
| 6  | Золотовский сельсовет                                  | село Золотовка         | 12                            |
| 7  | Каменский сельсовет                                    | село Каменка           | 10                            |
| 8  | Лукинский сельсовет                                    | село Лукино            | 6                             |
| 9  | Пустоваловский сельсовет                               | деревня Вишнёвка       | 9                             |
| 10 | Степановский сельсовет                                 | село Степановка        | 5                             |
| 11 | Чакинский сельсовет                                    | посёлок Чакино         | 11                            |

Законом Тамбовской области от 8 ноября 2010 года № 702-З упразднённый Протасовский сельсовет включён в Каменский сельсовет.
Законом Тамбовской области от 24 мая 2013 года № 271-З упразднённый Александровский сельсовет включён в Гавриловский сельсовет.

### Сампурский район
| № | Сельсоветы (сельские поселения) | Административный центр | Количество населённых пунктов |
| - | ------------------------------- | ---------------------- | ----------------------------- |
| 1 | Бахаревский сельсовет           | село Бахарево          | 4                             |
| 2 | Ивановский сельсовет            | село Ивановка          | 12                            |
| 3 | Сампурский сельсовет            | село Сампур            | 7                             |
| 4 | Сатинский сельсовет             | посёлок Сатинка        | 11                            |
| 5 | Серединовский сельсовет         | село Серединовка       | 3                             |

Законом Тамбовской области от 8 ноября 2010 года № 702-З упразднённый Периксинский сельсовет включён в Сатинский сельсовет.
Законом Тамбовской области от 24 мая 2013 года № 271-З упразднённый Медненский сельсовет включён в Сатинский сельсовет; Первомайский — в Ивановский сельсовет.

### Сосновский район
| №  | Поссовет и сельсоветы (городское и сельские поселения) | Административный центр   | Количество населённых пунктов |
| -- | ------------------------------------------------------ | ------------------------ | ----------------------------- |
| 1  | Сосновский поссовет                                    | рабочий посёлок Сосновка | 5                             |
| 2  | Верхнеярославский сельсовет                            | село Верхняя Ярославка   | 15                            |
| 3  | Грязновский сельсовет                                  | село Новое Грязное       | 2                             |
| 4  | Дегтянский сельсовет                                   | село Дегтянка            | 11                            |
| 5  | Дельнодубравский сельсовет                             | село Дельная Дубрава     | 5                             |
| 6  | Зелёновский сельсовет                                  | село Зелёное             | 8                             |
| 7  | Кулеватовский сельсовет                                | село Кулеватово          | 5                             |
| 8  | Ламский сельсовет                                      | село Вторые Левые Ламки  | 10                            |
| 9  | Октябрьский сельсовет                                  | село Третьи Левые Ламки  | 3                             |
| 10 | Ольховский сельсовет                                   | село Ольхи               | 6                             |
| 11 | Отъясский сельсовет                                    | село Отъяссы             | 7                             |
| 12 | Перкинский сельсовет                                   | село Перкино             | 6                             |
| 13 | Подлесный сельсовет                                    | село Подлесное           | 5                             |
| 14 | Троицковихляйский сельсовет                            | село Атманов Угол        | 2                             |

Законом Тамбовской области от 3 декабря 2009 года № 587-З упразднённые Вирятинский и Космачевский сельсоветы включены в Сосновский поссовет.
Законом Тамбовской области от 30 мая 2014 года № 404-З упразднённый Советский сельсовет включён в Подлесный сельсовет; Новослободской и Челнаво-Дмитриевский сельсоветы — в Дегтянский сельсовет.
Законом Тамбовской области от 28 июня 2014 года № 428-З упразднённый Андреевский сельсовет включён в Ламский сельсовет.
Законом Тамбовской области от 26 июля 2017 года № 128-З, упразднённый  Фёдоровский сельсовет включён в Верхнеярославский сельсовет; Троицкоросляйский — в Дельнодубравский сельсовет; Стёжинский — в Подлесный сельсовет.

### Староюрьевский район
| № | Сельсоветы (сельские поселения) | Административный центр | Количество населённых пунктов |
| - | ------------------------------- | ---------------------- | ----------------------------- |
| 1 | Большедороженский сельсовет     | село Большая Дорога    | 5                             |
| 2 | Вишневский сельсовет            | село Вишневое          | 9                             |
| 3 | Мезинецкий сельсовет            | село Мезинец           | 2                             |
| 4 | Новиковский сельсовет           | село Новиково          | 8                             |
| 5 | Новоюрьевский сельсовет         | село Новоюрьево        | 3                             |
| 6 | Подгорненский сельсовет         | село Подгорное         | 9                             |
| 7 | Поповский сельсовет             | село Поповка           | 5                             |
| 8 | Спасский сельсовет              | село Спасское          | 6                             |
| 9 | Староюрьевский сельсовет        | село Староюрьево       | 2                             |

### Тамбовский район
| №  | Поссовет и сельсоветы (городское и сельские поселения) | Административный центр         | Количество населённых пунктов |
| -- | ------------------------------------------------------ | ------------------------------ | ----------------------------- |
| 1  | Новолядинский поссовет                                 | рабочий посёлок Новая Ляда     | 7                             |
| 2  | Авдеевский сельсовет                                   | село Авдеевка                  | 13                            |
| 3  | Беломестнодвойнёвский сельсовет                        | село Беломестная Двойня        | 3                             |
| 4  | Беломестнокриушинский сельсовет                        | село Беломестная Криуша        | 5                             |
| 5  | Богословский сельсовет                                 | село Богословка                | 5                             |
| 6  | Большелиповицкий сельсовет                             | село Большая Липовица          | 9                             |
| 7  | Горельский сельсовет                                   | село Горелое                   | 7                             |
| 8  | Донской сельсовет                                      | село Донское                   | 4                             |
| 9  | Комсомольский сельсовет                                | посёлок совхоза «Комсомолец»   | 7                             |
| 10 | Красносвободненский сельсовет                          | село Красносвободное           | 8                             |
| 11 | Кузьмино-Гатьевский сельсовет                          | село Кузьмино-Гать             | 4                             |
| 12 | Лысогорский сельсовет                                  | село Лысые Горы                | 2                             |
| 13 | Малиновский сельсовет                                  | село Малиновка                 | 5                             |
| 14 | Новосельцевский сельсовет                              | село Новосельцево              | 14                            |
| 15 | Орловский сельсовет                                    | деревня Орловка                | 7                             |
| 16 | Селезнёвский сельсовет                                 | посёлок совхоза «Селезнёвский» | 1                             |
| 17 | Столовский сельсовет                                   | село Столовое                  | 4                             |
| 18 | Стрелецкий сельсовет                                   | село Стрельцы                  | 2                             |
| 19 | Суравский сельсовет                                    | село Сурава                    | 2                             |
| 20 | Татановский сельсовет                                  | село Татаново                  | 4                             |
| 21 | Тулиновский сельсовет                                  | село Тулиновка                 | 5                             |
| 22 | Челнавский сельсовет                                   | село Селезни                   | 2                             |
| 23 | Черняновский сельсовет                                 | село Черняное                  | 6                             |

Законом Тамбовской области от 3 декабря 2009 года № 587-З упразднённый Большеталинский сельсовет включён в Столовский сельсовет.
Законом Тамбовской области от 8 ноября 2010 года № 702-З упразднённые Дубровский и Иванковский сельсоветы включены в Авдеевский сельсовет; Красносельский — в Новосельцевский сельсовет.
Законом Тамбовской области от 23 декабря 2022 года были упразднены Бокинский, Покрово-Пригородный и Цнинский сельсоветы, а их территория включена в городской округ города Тамбова.

### Токарёвский район
| №  | Поссовет и сельсоветы (городское и сельские поселения) | Административный центр    | Количество населённых пунктов |
| -- | ------------------------------------------------------ | ------------------------- | ----------------------------- |
| 1  | Токаревский поссовет                                   | рабочий посёлок Токарёвка | 4                             |
| 2  | Абакумовский сельсовет                                 | село Ивано-Лебедянь       | 18                            |
| 3  | Александровский сельсовет                              | деревня Александровка     | 7                             |
| 4  | Безукладовский сельсовет                               | деревня Безукладовка      | 5                             |
| 5  | Гладышевский сельсовет                                 | деревня Ястребовка        | 5                             |
| 6  | Даниловский сельсовет                                  | село Малая Даниловка      | 5                             |
| 7  | Полетаевский сельсовет                                 | село Полетаево            | 10                            |
| 8  | Сергиевский сельсовет                                  | село Сергиевка            | 2                             |
| 9  | Троицкоросляйский сельсовет                            | село Троицкий Росляй      | 7                             |
| 10 | Чичеринский сельсовет                                  | деревня Чичерино          | 11                            |

Законом Тамбовской области от 26 ноября 2008 года № 459-З упразднённые Красивский и Семёновский сельсоветы включены в Абакумовский сельсовет.
Законом Тамбовской области от 3 декабря 2009 года № 587-З упразднённый Малозверяевский сельсовет включён в Александровский сельсовет.
Законом Тамбовской области от 8 ноября 2010 года № 702-З упразднённый Павловский сельсовет включён в Полетаевский сельсовет.
Законом Тамбовской области от 24 мая 2013 года № 271-З упразднённый Львовский сельсовет включён в Чичеринский сельсовет.
Законом Тамбовской области от 30 мая 2014 года № 404-З упразднённый Васильевский сельсовет включён в Чичеринский сельсовет.

### Уваровский район
| № | Сельсоветы (сельские поселения) | Административный центр | Количество населённых пунктов |
| - | ------------------------------- | ---------------------- | ----------------------------- |
| 1 | Берёзовский сельсовет           | село Берёзовка         | 9                             |
| 2 | Верхнешибряйский сельсовет      | село Верхний Шибряй    | 10                            |
| 3 | Лучёвский сельсовет             | посёлок Луч            | 2                             |
| 4 | Моисеево-Алабушский сельсовет   | село Моисеево-Алабушка | 11                            |
| 5 | Нижнешибряйский сельсовет       | село Нижний Шибряй     | 19                            |
| 6 | Павлодарский сельсовет          | село Павлодар          | 6                             |
| 7 | Подгорненский сельсовет         | село Подгорное         | 10                            |

Законом Тамбовской области от 3 декабря 2009 года № 587-З упразднённый Вольновершинский сельсовет включён в Подгорненский сельсовет; Лебяжьевский — в Нижнешибряйский сельсовет.
Законом Тамбовской области от 8 ноября 2010 года № 702-З упразднённый Чуево-Алабушский сельсовет включён в Моисеево-Алабушский сельсовет.
Законом Тамбовской области от 24 мая 2013 года № 271-З упразднённый Верхнечуевский сельсовет включён в Подгорненский сельсовет.

### Умётский район
| № | Поссовет и сельсоветы (городское и сельские поселения) | Административный центр                             | Количество населённых пунктов |
| - | ------------------------------------------------------ | -------------------------------------------------- | ----------------------------- |
| 1 | Умётский поссовет                                      | рабочий посёлок Умёт                               | 6                             |
| 2 | Берёзовский сельсовет                                  | село Берёзовка                                     | 8                             |
| 3 | Бибиковский сельсовет                                  | село Бибиково                                      | 5                             |
| 4 | Глуховский сельсовет                                   | посёлок Центральное отделение совхоза «Глуховский» | 3                             |
| 5 | Оржевский сельсовет                                    | село Масловка                                      | 13                            |
| 6 | Сергиевский сельсовет                                  | деревня Ильинка                                    | 6                             |
| 7 | Скачихинский сельсовет                                 | село Скачиха                                       | 3                             |
| 8 | Софьинский сельсовет                                   | село Софьинка                                      | 6                             |
| 9 | Сулакский сельсовет                                    | посёлок совхоза «Сулакский»                        | 5                             |

Законом Тамбовской области от 3 декабря 2009 года № 587-З упразднённый Паникский сельсовет включён в Оржевский сельсовет; Градоумётский сельсовет — в Умётский поссовет.

## История
27 сентября 1937 года при образовании Тамбовской области в её состав были включены:
- из Воронежской области — районы Алгасовский, Бондарский, Гавриловский, Глазковский, Дегтянский, Земетчинский, Избердеевский, Инжавинский, Кирсановский, Красивский, Лысогорский, Мичуринский, Моршанский, Никифоровский, Пичаевский, Платоновский, Покрово-Марфинский, Ракшинский, Рассказовский, Рудовский, Сампурский, Соседский, Тамбовский, Умётский, Хоботовский и Юрловский;
- из Куйбышевской области — районы Башмаковский, Беднодемьяновский, Бессоновский, Больше-Вьясский, Головинщинский, Голицинский, Городищенский, Иссинский, Каменский, Керенский, Кондольский, Лунинский, Мокшанский, Наровчатский, Нижнеломовский, Пачелмский, Поимский, Рамзаевский, Свищёвский, Телегинский, Чембарский, Шемышейский и город Пенза.
- из Рязанской области — Варейкисовский, Ламский, Сосновский и Старо-Юрьевский районы.

11 ноября 1937 года Варейкисовский район был переименован в Первомайский.
4 февраля 1939 года в новую Пензенскую область из Тамбовской были переданы город Пенза, Башмаковский, Беднодемьяновский, Бессоновский, Больше-Вьясский, Голицынский, Головинщинский, Городищенский, Земетчинский, Иссинский, Каменский, Керенский, Кондольский, Лунинский, Мокшанский, Наровчатский, Нижне-Ломовский, Пачелмский, Поимский, Свищевский, Соседский, Телегинский, Терновский, Чембарский и Шемышейский районы. Одновременно из Воронежской области в Тамбовскую были переданы Волчковский, Жердевский, Каменский, Мордовский, Мучкапский, Полетаевский, Ржаксинский, Токаревский, Туголуковский, Уваровский, Шапкинский, Шехманский, Шпикуловский и Шульгинский районы.
7 марта 1941 года был образован Знаменский район, а 9 февраля 1944 года — Граждановский район.
4 мая 1943 года Рассказово стало городом областного подчинения.
10 января 1954 года в состав новой Балашовской области были переданы Мучкапский и Шапкинский районы.
4 июля 1956 года были упразднены Туголуковский, Хоботовский и Шульгинский районы.
19 ноября 1957 года из упразднённой Балашовской области в Тамбовскую был возвращён Мучкапский район (годом ранее в его состав был включён Шапкинский район).
16 сентября 1958 года был упразднён Полетаевский район, 11 марта 1959 года — Алгасовский и Шехманский районы, 30 октября 1959 года — Глазковский, Граждановский, Дегтянский, Каменский, Красивский, Лысогорский, Платоновский, Покрово-Марфинский, Рудовский, Шпикуловский и Юрловский районы.
1 февраля 1963 года Тамбовская область получила новое административное деление: города областного подчинения Тамбов, Жердевка, Кирсанов, Котовск, Мичуринск, Моршанск и Рассказово, а также сельские районы Жердевский, Инжавинский, Кирсановский, Мичуринский, Мордовский, Моршанский, Петровский, Пичаевский, Рассказовский, Ржаксинский, Сосновский, Тамбовский и Уваровский. 4 марта 1964 года был образован Староюрьевский сельский район.
13 января 1965 года сельские районы были преобразованы в «обычные» районы. При этом восстановлены Бондарский, Знаменский, Мучкапский, Никифоровский, Сампурский, Токарёвский и Умётский районы. Город Жердевка переведён из областного подчинения в районное. 30 декабря 1966 года был образован Первомайский район.
28 апреля 1973 года город Уваровка стал городом областного подчинения. 29 ноября 1979 года образован Гавриловский район.